# Berëzovka (Territorio di Krasnojarsk)
Berëzovka (in russo  Берёзовка?) è un insediamento di tipo urbano della Russia asiatica, situato nel Territorio di Krasnojarsk. È il centro amministrativo del distretto Berëzovskij.
Situato sul fiume Enisej, alla periferia est di Krasnojarsk.